# Hofanlage Landwehrdamm 90
Die Hofanlage Landwehrdamm 90 in der niedersächsischen Stadt Bremervörde, Ortsteil Hesedorf, wurde im 18. und 19. Jahrhundert gebaut. Aktuell (2025) wird sie wohl zum Wohnen genutzt.
Die Gebäude stehen unter Denkmalschutz (siehe auch Liste der Baudenkmale in Bremervörde).

## Geschichte und Beschreibung
Bremervörde war um 1000 Sitz der Wasserburg Vörde an der Oste und gehört zum Landkreis Rotenburg (Wümme). Hesedorf wurde 1100 erstmals erwähnt.
Die Hofanlage besteht aus
- dem eingeschossigen giebelständigen Wohn- und Wirtschaftsgebäude von 1733 (Inschrift) als Zweiständer-Hallenhaus in Fachwerk mit Steinausfachungen, Satteldach, regionaltypischer senkrechter Verkleidung im oberen Giebeldreieck und Grooter Door mit Korbbogen,[2]
- der giebelständigen Scheune aus dem 19. Jahrhundert als Fachwerkbau mit Steinausfachungen, Satteldach, verbretterten Giebeldreiecken und zwei Quereinfahrten,[3]
- dem giebelständigen Stall aus dem 19. Jh. in Fachwerk mit Steinausfachungen und Satteldach.[4]

Hinweis: Alle drei Gebäude waren 2022 sehr baufällig und konnten wieder neu aufgebaut oder abgerissen worden sein.
Das Landesdenkmalamt befand u. a.: „… eine typische niederdeutsche Hofanlage mit Gebäuden des 18. und 19. Jahrhunderts …“